# Lars Sundin (friidrottare)
Lars Sundin, född 21 juli 1961, är en svensk före detta friidrottare (kulstötning och diskuskastning). Han tävlade för IFK Mora.

Vid VM i friidrott i Rom 1987 blev han utslagen i kvalet i både kula och diskus.